# Fénius Farsaid
Fénius Farsaid (también Phoeniusa, Phenius, Féinius; Farsa, Farsaidh, existen muchas variantes ortográficas) fue un legendario rey de Escitia que se menciona en diferentes versiones de la mitología irlandesa. Era hijo de Boath, hijo de Magog. Otras fuentes hacen proceder su linaje de la línea de Gomer. Según algunas tradiciones, inventó el alfabeto Ogham y el idioma gaélico .
Según las recensiones M y A del Lebor Gabála Érenn, Fénius y su hijo Nél viajaron a la Torre de Babel (en la recensión B, en cambio, es Rifath Scot, hijo de Gomer). Nél, que conocía numerosas lenguas se casó con Scota, hija del faraón Cingris de Egipto, dando a luz a su hijo Goidel Glas .
En el mismo Lebor Gabála Érenn (siglo XI), se dice que Fénius fue uno de los 72 jefes que construyeron la Torre de Babel de Nimrod, estableciéndose en Escitia tras el colaso de la torre.
Según el Auraicept na n-Éces, Fenius habría viajado desde Escitia junto con Goídel mac Ethéoir, Íar mac Nema y un séquito de 72 eruditos hasta la llanura de Shinar para estudiar las lenguas creadas en la torre de Nimrod. Al enterarse de que los hablantes se habían dispersado, Fenius envió a sus eruditos tras ellos para estudiar las lenguas, mientras él coordinaba los trabajos desde la Torre. Después de diez años, dio por finalizadas las investigaciones y Fenius creó in Bérla tóbaide "la lengua elegida", tomando lo mejor de cada una de las lenguas creadas en la Torre a la que llamó Goídelc, Gaélicoc, en honor a Goídel mac Ethéoir. También creó extensiones, llamadas Bérla Féne, por él mismo, Íarmberla, por Íar mac Nema, y otros, y el Beithe-luis-nuin (el Ogham) como un sistema de escritura perfeccionado para sus lenguas, Béarla na bhFileadh - 'lengua de los poetas'. El idioma secreto de los poetas, Gnaith-bhearla, un idioma común y dialecto de la mayoría analfabeta, evolucionaría para convertirse más tarde en irlandés antiguo y medio, y finalmente en irlandés moderno.
El Auraicept afirma que Fenius Farsaidh descubrió cuatro alfabetos, el hebreo, el griego y el latino, y finalmente el Ogham, y describe al Ogham como el más perfecto porque fue el último en descubrirse.

## Otras lecturas
- Carey, John (1990). «The Ancestry of Fénius Farsaid». Celtica 21: 104-12. Archivado desde el original el 5 de julio de 2010.[Link Broken]
- Jaski, Bart (2003). «'We are of the Greeks in our origin': New Perspectives on the Irish Origin Legend». CMCS 46: 1-53.
- McLaughlin, Róisín (2009). «Fénius Farsaid and the Alphabets». Ériu 59: 1-24. doi:10.1353/eri.2009.0002.

- Datos: Q140296